# 宮城教育大学附属特別支援学校
宮城教育大学附属特別支援学校（みやぎきょういくだいがくふぞくとくべつしえんがっこう）は、宮城県仙台市青葉区荒巻字青葉にある国立特別支援学校。知的障害を主な教育領域とする。宮城教育大学の附属特別支援学校である。
宮城県内では唯一の国立特別支援学校である。

## 設置課程
- 小学部
- 中学部
- 高等部

## 沿革
- 1967年（昭和42年）4月1日 - 宮城教育大学附属小学校および同中学校の特殊学級を改組し、宮城教育大学附属養護学校（小学部および中学部）を設置[1]。
- 1969年（昭和44年）4月1日 - 高等部設置[1]。
- 1971年（昭和46年） - 現校地に移転[1]。
- 2000年（平成12年） - 現校舎完成[1]。
- 2004年（平成16年）4月1日 - 国立大学法人化[1]。
- 2007年（平成19年）4月1日 - 現校名に改称[1]。

## 系列校
|            | 普通学校                                                                                            | 特別支援学校                                                                                                   |
| ---------- | --------------------------------------------------------------------------------------------------- | --- |
| 高等学校   | －                                                                                                  | 宮城教育大学附属特別支援学校高等部（北緯38度15分38.2秒 東経140度50分3.8秒 / 北緯38.260611度 東経140.834389度） |
| 中学校     | 宮城教育大学附属中学校（北緯38度16分38.2秒 東経140度52分33.2秒 / 北緯38.277278度 東経140.875889度） | 宮城教育大学附属特別支援学校中学部                                                                             |
| 小学校     | 宮城教育大学附属小学校（北緯38度16分41秒 東経140度52分32.6秒 / 北緯38.27806度 東経140.875722度）    | 宮城教育大学附属特別支援学校小学部                                                                             |
| 幼稚園     | 宮城教育大学附属幼稚園（北緯38度16分39秒 東経140度52分37.4秒 / 北緯38.27750度 東経140.877056度）    | － |
| キャンパス | 上杉キャンパス                                                                                      | 青葉山キャンパス                                                                                               |